# Силина (Белоевское сельское поселение)
Силина — деревня в Кудымкарском районе Пермского края. Входила в состав Белоевского сельского поселения. Располагается на левом берегу реки Кувы северо-западнее от города Кудымкара. Расстояние до районного центра составляет 21 км. По данным Всероссийской переписи населения 2010 года, в деревне проживало 3 человека (2 мужчины и 1 женщина).

## История
По данным на 1 июля 1963 года, в деревне проживало 63 человека. Населённый пункт входил в состав Кузьвинского сельсовета.